# Бюдденштедт
Бюдденштедт (нім. Büddenstedt) — громада в Німеччині, розташована в землі Нижня Саксонія. Входить до складу району Гельмштедт.
Площа — 19,54 км2. Населення становить Невірний параметр metadata 03 154 003 ос. (станом на 31 грудня 2021).